# Еспаданське повстання
Еспаданське повстання 1526 (ісп. Rebelión de Espadán) — один з найбільших мавританських заколотів в історії Іспанії.
Повстання стало реакцією іспанських мудехарів на насильницьке хрещення. Прагматичні едикти були пізніше поширені на королівство Валенсія . Цього року, після особливого з'їзду відомих теологів Іспанії, Карл V Габсбург ще раз підтвердив законність хрещень, які у 1519-1522 ініціювали ще учасники Братського повстання ремісничих гільдій Валенсії. Непокірні мусульмани сховалися у важкодоступному гірському регіоні Еспадан, неподалік міста Сегорбе. Їхнім ватажком став Селім Альмансор. Але у вересні того ж року королівські війська проникли в гори і, за допомогою німецьких найманців, завдали поразки маврам, що збунтувалися. Незважаючи на поразку, повстанці, які погодилися здатися і прийняти християнство, отримали деякі тимчасові (40 років) права та свободи